# 布德瓦啤酒
布德瓦啤酒（捷克語：Budějovický Budvar）是位於捷克城市捷克布傑約維采的一格啤酒公司。布德瓦啤酒是捷克銷量最好的啤酒，並且出口超過60個國家。布德瓦啤酒和安海斯-布希公司之間存在有關百威啤酒的商標爭議。